# R.S.C./R.V.S.V.
Het Rotterdamsch Studenten Corps / Rotterdamsche Vrouwelijke Studenten Vereeniging of kortweg R.S.C./R.V.S.V. is een studentenvereniging in Rotterdam.

## Karakteristieken
Het R.S.C./R.V.S.V. is de oudste studentenvereniging van de stad. Het is, als erkend studentencorps, lid van de Algemene Senaten Vergadering.
Jaarlijks organiseert het R.S.C./R.V.S.V. een aantal evenementen voor de stad. Zo wordt er vanuit Stichting Rotterdam Events jaarlijks KoningsdagFestival op Plein 1940 georganiseerd, wat met gemiddeld 5000 bezoekers het grootste Koningsdagevenement van Rotterdam is. Bij aanvang van het nieuwe studiejaar wordt het Panoramafestival georganiseerd in het Sidelingepark dat dient als aftrap van de Eurekaweek, de kennismakingsperiode voor nieuwe studenten. Hier komen sinds 2013 zo'n 1500 studenten op af. Daarnaast wordt met de RVSV samengewerkt in Stichting Best. Door deze stichting wordt o.a. de jaarlijkse Rotterdamse Sint Nicolaas Intocht georganiseerd en meerdere malen per jaar gecollecteerd.

## Geschiedenis

### Rotterdamsch Studenten Corps (1913-2017)

#### Het begin
De historie van het R.S.C. gaat terug tot op 21 november 1913 toen door aan aantal studenten van de Nederlandsche Handels-Hoogeschool, de Rotterdamsche Studenten Sociëteit Hermes werd opgericht in zaal Coomans aan de Coolsingel te Rotterdam. Uit deze studentensociëteit ontstond op 11 december 1913 het Rotterdamsch Studenten Corps. Na een aantal omzwervingen door de stad Rotterdam betrok het Corps op 11 november 1918 de eerste eigen sociëteit aan de Eendrachtsweg 35 in het centrum van Rotterdam. In 1928 vierde het Corps zijn derde lustrum met een optocht door de binnenstad van Rotterdam.

#### Tweede Wereldoorlog
Als door een wonder overleefde de sociëteit het Duitse bombardement op Rotterdam van 14 mei 1940.
Op 9 april 1941 werd de sociëteit op last van de Duitse bezetter gesloten en verzegeld. Dit was omdat Heinz Polzer (die later bekend zou worden onder zijn artiestennaam Drs. P) in het Rotterdamsch Studentenblad Hermes iets onaardigs had geschreven over de kwajongens Ben en Dolf, die op hun broek kregen van oom Sam. Vanwege deze gebeurtenis en het feit dat joden geen lid meer mochten worden van het Corps besloten de Senaat van het Corps en het Bestuur der Sociëteit zichzelf op 29 mei 1941 op te heffen. Het sociëteitsleven werd verlegd naar Bierhandel De Pijp. Het Rotterdamsch Studenten Corps kan als enig Corps in Nederland zich beroepen op het feit dat zijn reeks Almanakken door de oorlogsjaren heen ononderbroken is. Deze illegaal verschenen Almanakken werden later officieel uitgereikt aan koningin Wilhelmina.

#### Na de oorlog
Meteen na de bevrijding, op 7 mei 1945, werd de Rotterdamsche Studenten Sociëteit Hermes heropend.
Toen Zeeland op 1 februari 1953 werd getroffen door de watersnoodramp, werden slachtoffers van de ramp ondergebracht in Sociëteit Hermes. Datzelfde jaar werd het R.S.C. officieel door de Algemene Senaten Vergadering erkend als studentencorps.
Tegen het einde van de jaren 60 werd de sociëteit te klein voor het groeiende aantal leden. Omdat de Erasmus Universiteit inmiddels was verhuisd naar Woudestein in Kralingen, werd besloten om ook het Corps en de sociëteit te verhuizen naar Kralingen. Sinds de verhuizing uit het centrum van Rotterdam is de sociëteit gevestigd aan de Robert Baeldestraat 55.

#### Ontgroeningen
In 2000 trok cabaretier Youp van 't Hek in het NRC Handelsblad in drie columns fel van leer tegen de vereniging, nadat Van ‘t Heks neef er tijdens een ontgroening was mishandeld. De Erasmus Universiteit stelde hierop een onderzoek in naar de ontgroeningspraktijken bij de vereniging, en kwam tot de conclusie dat zich tijdens de ontgroening ontoelaatbare dingen hadden afgespeeld, die de daarbij aanwezige leden van het RSC zwaar te verwijten waren. De universiteit verbrak hierop gedurende een jaar vrijwel al haar banden met de vereniging. Dit betekende onder meer dat vrijwel alle subsidies werden ingetrokken en dat de vereniging geen gebruik mocht maken van faciliteiten van de universiteit. Het RSC gebruikte het jaar om de introductieperiode grondig te herzien, wat in 2001 leidde tot het terugkrijgen van de erkenning.
In 2017 kwamen de ontgroeningen van het corps opnieuw negatief in het nieuws. Na een reportage van het televisieprogramma Rambam, waarin misstanden tijdens de ontgroening met een verborgen camera waren gefilmd, verbrak de universiteit wederom enige tijd de banden met de vereniging.

### Rotterdamsche Vrouwelijke Studenten Vereeniging (1915-2017)
De Rotterdamsche Vrouwelijke Studenten Vereeniging (RVSV) werd twee jaar na de opening van de Nederlandsche Handels-Hoogeschool opgericht in 1915. Op 12 februari 1916 werd de Koninklijke goedkeuring der Statuten verleend, iets wat in die tijd noodzakelijk was voor het oprichten van een vereniging. Na omzwervingen via de Heemraadssingel 329b en de Avenue Concordia 80 betrok de Rotterdamsche Vrouwelijke Studenten Vereeniging op 23 maart 1973 een gedeelte van Sociëteit 'Hermes'. Na een grondige verbouwing van de verenigingsruimte in 1990 werd het officiële adres van de R.V.S.V. Willem Ruyslaan 131.

### R.S.C./R.V.S.V. (2017-heden)
De R.V.S.V. deelde tot 2017 haar gebouw met het Rotterdamsch Studenten Corps. Beide verenigingen hadden echter elk een apart deel van het gebouw ingericht als hun eigen sociëteit.
Op 1 augustus 2017 werden de mannen- en vrouwenafdeling van het corps samengevoegd. De in 1982 opgerichte oud-ledenvereniging Vereniging Hermes en Oud-Leden R.V.S.V. was reeds gemengd, maar doopte zichzelf na de fusie om tot Vereniging Walhalla.
In december 2021 werd de vereniging voor de rest van het studiejaar geschorst als lid door de Algemene Senaten Vergadering, de overkoepelende vereniging voor studentencorpora in Nederland. Aanleiding was een uit de hand gelopen vriendschappelijke inval bij het studentencorps in Delft.

## Verenigingspand
Na jaren in de binnenstad vertoefd te hebben, verhuisde het R.S.C. in 1968 naar de Robert Baeldestraat 55. Op 4 juli 1968 werd Sociëteit 'Hermes' officieel heropend door prins Bernhard. Bij de fusie van RSC en RVSV in 2017 werd Hermes omgedoopt tot Sociëteit Walhalla.
De sociëteit is gelegen in de Rotterdamse wijk Kralingen op vijf minuten afstand van de Erasmus Universiteit Rotterdam. Sociëteit Walhalla beschikt onder andere over een grote borrelzaal, een bibliotheek, een eetzaal en verschillende kleinere eet- en borrelzalen. Daarnaast is er kantoorruimte voor de verschillende besturen en commissies.
De Sociëteit vormt de grootste pijler van het corpsleven. Bijna alle activiteiten die georganiseerd worden door het Rotterdamsch Studenten Corps vinden op de Sociëteit plaats.

## Interne structuur
De vereniging beschikt over verschillende onderverenigingen, waarbinnen in groepsverband kan worden gesport, zoals roeivereniging Skadi en schietvereniging De Schutterij. Op het gebied van cultuur zijn er onderverenigingen voor onder meer toneel, debating en fotografie. Het RSC/RVSV brengt meerdere malen per jaar het studentenblad De Pan uit (tot 2017 "Hermes") en publiceert jaarlijks de Rotterdamsche Studenten Almanak. Verder heeft de vereniging een eigen band, de Hermes House Band. In de jaren 90 belandde deze band bovenaan de Nederlandse hitlijsten met een cover van het nummer 'I will survive' van Gloria Gaynor.

## Bekende leden en oud-leden
- Paul van Ass, bondscoach Nederlandse heren hockeyploeg
- Pim Boellaard, verzetsheld in de Tweede Wereldoorlog
- Jan Anthonie Bruijn, voorzitter van de Eerste Kamer der Staten-Generaal
- Jaap-Derk Buma, hockeyinternational (olympisch goud 2000)
- Maarten Fontein, algemeen directeur Ajax
- Jeroen Hertzberger, hockeyinternational
- Frans van Houten, CEO Philips NV
- Matthijs Huizing, lid Tweede Kamer der Staten-Generaal voor de VVD
- Joris Ivens, filmregisseur en filmmaker (Gouden Palm filmfestival van Cannes 1957)
- Vincent Karremans, ondernemer en VVD-politicus
- Neelie Kroes, VVD-politica en eurocommissaris
- Arthur Lehning, schrijver (winnaar P.C. Hooft-prijs 1999)
- Hans Lurvink, politicus en burgemeester
- Koos Maasdijk, wedstrijdroeier (olympisch goud 1996)
- Michiel Meurs, Nederlands financieel topman van Ahold
- Anne Mulder, VVD-politicus
- Michiel Muller, CEO Route Mobiel
- Jo Otten, schrijver
- Drs. P, schrijver, componist en cabaretier
- Jaap Reesema, zanger, winnaar X-factor 2010
- Onno Ruding, minister van Financiën en bankier
- Frits Ruys, verzetsheld in de Tweede Wereldoorlog
- Sander Schimmelpenninck, hoofdredacteur Quote
- Gert Jan Schlatmann, hockeyinternational (olympisch brons 1988)
- Bas Smit, influencer en ondernemer
- Marguerite Soeteman-Reijnen, bestuursvoorzitter Aon Holdings en voorzitter RvA SER Topvrouwen
- Frans Swarttouw, CEO Koninklijke Frans Swarttouw BV
- Marianne Thieme, oprichtster en lijsttrekker en fractievoorzitter van de Partij voor de Dieren
- Berend Jan Udink, minister van Verkeer en Waterstaat en van Volkshuisvesting en Ruimtelijke Ordening
- Stephan Veen, hockeyinternational (olympisch goud 2000)
- Sjoerd Vollebregt, CEO Stork
- Frans Weisglas, voorzitter en lid Tweede Kamer der Staten-Generaal
- Rob Westerhof, voorzitter van PSV
- Sven de Wijn, acteur
- Johan Witteveen, minister van Financiën en voorzitter van het IMF